# Élections législatives de 1997 en Dordogne
Les élections législatives françaises de 1997 se déroulent les 25 mai et 1er juin 1997. Dans le département de la Dordogne, quatre députés sont à élire dans le cadre de quatre circonscriptions.

## Élus
| Circonscription | Député sortant                                          | Parti | Parti | Député élu ou réélu | Parti | Parti |
| --------------- | ------------------------------------------------------- | ----- | ----- | ------------------- | ----- | ----- |
| 1re             | François Roussel                                        |       | RPR   | Michel Dasseux      |       | PS    |
| 2e              | Daniel Garrigue                                         |       | RPR   | Michel Suchod       |       | MDC   |
| 3e              | Frédéric de Saint-Sernin                                |       | RPR   | René Dutin          |       | PCF   |
| 4e              | Dominique Bousquet suppléant de Jean-Jacques de Peretti |       | RPR   | Germinal Peiro      |       | PS    |

## Résultats

### Résultats à l'échelle du département
| Parti          | Parti                              | Premier tour | Premier tour | Second tour | Second tour | Sièges |
| Parti          | Parti                              | Voix         | %            | Voix        | %           | Sièges |
| -------------- | ---------------------------------- | ------------ | ------------ | ----------- | ----------- | ------ |
|                | Parti socialiste                   | 54 275       | 25,55        | 64 250      | 28,47       | 2      |
|                | Parti communiste français dont MDC | 43 261       | 20,36        | 57 672      | 25,56       | 2      |
|                | Divers gauche                      | 6 813        | 3,21         |             |             | 0      |
|                | Les Verts                          | 2 937        | 1,38         | 0           |             |        |
|                | Gauche plurielle                   | 107 286      | 50,50        | 121 922     | 54,03       | 4      |
|                |                                    |              |              |             |             |        |
|                | Rassemblement pour la République   | 70 874       | 33,36        | 103 738     | 45,97       | 0      |
|                | La Droite indépendante             | 5 548        | 2,61         |             |             | 0      |
|                | Droite parlementaire               | 76 422       | 35,97        | 103 738     | 45,97       | 0      |
|                |                                    |              |              |             |             |        |
|                | Front national                     | 19 509       | 9,18         |             |             | 0      |
|                | Divers écologiste dont MÉI et GÉ   | 8 388        | 3,95         | 0           |             |        |
|                | Divers                             | 860          | 0,40         | 0           |             |        |
|                |                                    |              |              |             |             |        |
| Inscrits       | Inscrits                           | 297 887      | 100,00       | 297 814     | 100,00      | 4      |
| Abstentions    | Abstentions                        | 72 485       | 24,33        | 57 790      | 19,4        |        |
| Votants        | Votants                            | 225 402      | 75,67        | 240 024     | 80,6        |        |
| Blancs et nuls | Blancs et nuls                     | 12 937       | 5,74         | 14 364      | 5,98        |        |
| Exprimés       | Exprimés                           | 212 465      | 94,26        | 225 660     | 94,02       |        |

### Résultats par circonscription

#### Première circonscription (Périgueux)
|                              | François Roussel sortant | RPR                  | 17 141 | 34,24  | 24 173 | 45,27  |  |  |  |  |  |
|                              | Michel Dasseux élu       | PS                   | 15 908 | 31,78  | 29 219 | 54,73  |  |  |  |  |  |
|                              | Annick Le Goff           | PCF                  | 7 825  | 15,63  |        |        |  |  |  |  |  |
|                              | Michel Courtois          | FN                   | 4 377  | 8,74   |        |        |  |  |  |  |  |
|                              | Claude Labetaa           | Les Verts            | 1 521  | 3,04   |        |        |  |  |  |  |  |
|                              | Jean-Michel Jullien      | GÉ                   | 1 501  | 3,00   |        |        |  |  |  |  |  |
|                              | Jean-Michel Jardry       | LDI (CNIP)           | 997    | 1,99   |        |        |  |  |  |  |  |
|                              | Yves Crespin             | Divers gauche (US4J) | 788    | 1,57   |        |        |  |  |  |  |  |
|                              |                          |                      |        |        |        |        |  |  |  |  |  |
| Inscrits                     | Inscrits                 | Inscrits             | 71 526 | 100,00 | 71 519 | 100,00 |  |  |  |  |  |
| Abstentions                  | Abstentions              | Abstentions          | 18 626 | 26,04  | 14 547 | 20,34  |  |  |  |  |  |
| Votants                      | Votants                  | Votants              | 52 900 | 73,96  | 56 972 | 79,66  |  |  |  |  |  |
| Blancs et nuls               | Blancs et nuls           | Blancs et nuls       | 2 842  | 5,37   | 3 580  | 6,28   |  |  |  |  |  |
| Exprimés                     | Exprimés                 | Exprimés             | 50 058 | 94,63  | 53 392 | 93,72  |  |  |  |  |  |
| Source : Assemblée nationale |                          |                      |        |        |        |        |  |  |  |  |  |

#### Deuxième circonscription (Bergerac)
| Candidat                      | Candidat                | Parti             | Premier tour | Premier tour | Second tour | Second tour |  |
| Candidat                      | Candidat                | Parti             | Voix         | %            | Voix        | %           |  |
| ----------------------------- | ----------------------- | ----------------- | ------------ | ------------ | ----------- | ----------- |  |
|                               | Daniel Garrigue sortant | RPR               | 16 170       | 31,22        | 26 732      | 49,32       |  |
|                               | Michel Suchod élu       | MDC (PCF)         | 9 507        | 18,35        | 27 474      | 50,68       |  |
|                               | Christiane Doré         | PS                | 7 998        | 15,44        |             |             |  |
|                               | Léon-Pierre Durin       | FN                | 6 823        | 13,17        |             |             |  |
|                               | Michel Bourgeois        | diss. PS          | 6 025        | 11,63        |             |             |  |
|                               | Roger Morand-Monteil    | LDI (MPF)         | 1 976        | 3,81         |             |             |  |
|                               | Patrick Cozza           | MÉI               | 1 598        | 3,08         |             |             |  |
|                               | François Pontalier      | Divers écologiste | 922          | 1,78         |             |             |  |
|                               | Claude Garello          | US4J              | 783          | 1,51         |             |             |  |
|                               |                         |                   |              |              |             |             |  |
| Inscrits                      | Inscrits                | Inscrits          | 75 291       | 100,00       | 75 267      | 100,00      |  |
| Abstentions                   | Abstentions             | Abstentions       | 20 057       | 26,64        | 16 733      | 22,23       |  |
| Votants                       | Votants                 | Votants           | 55 234       | 73,36        | 58 534      | 77,77       |  |
| Blancs et nuls                | Blancs et nuls          | Blancs et nuls    | 3 432        | 6,21         | 4 328       | 7,39        |  |
| Exprimés                      | Exprimés                | Exprimés          | 51 802       | 93,79        | 54 206      | 92,61       |  |
| Source : Data.gouv et CEVIPOF |                         |                   |              |              |             |             |  |

#### Troisième circonscription (Nontron)
| Candidat       | Candidat                         | Parti          | Premier tour | Premier tour | Second tour | Second tour |  |
| Candidat       | Candidat                         | Parti          | Voix         | %            | Voix        | %           |  |
| -------------- | -------------------------------- | -------------- | ------------ | ------------ | ----------- | ----------- |  |
|                | Frédéric de Saint-Sernin sortant | RPR            | 18 377       | 34,74        | 25 612      | 45,89       |  |
|                | René Dutin élu                   | PCF            | 13 976       | 26,42        | 30 198      | 54,11       |  |
|                | Bernard Cazeau                   | PS             | 13 455       | 25,43        | Retrait     | Retrait     |  |
|                | Gérard Lebrun                    | FN             | 3 573        | 6,75         |             |             |  |
|                | Jean-Louis Chanseau              | GÉ             | 2 157        | 2,44         |             |             |  |
|                | Robert Rigaud                    | LDI (MPF)      | 1 291        | 2,44         |             |             |  |
|                | Gilles Lemonnier                 | Sans étiquette | 77           | 0,15         |             |             |  |
|                |                                  |                |              |              |             |             |  |
| Inscrits       | Inscrits                         | Inscrits       | 70 958       | 100,00       | 70 937      | 100,00      |  |
| Abstentions    | Abstentions                      | Abstentions    | 14 878       | 20,97        | 12 091      | 17,04       |  |
| Votants        | Votants                          | Votants        | 56 080       | 79,03        | 58 846      | 82,96       |  |
| Blancs et nuls | Blancs et nuls                   | Blancs et nuls | 3 174        | 5,66         | 3 036       | 5,16        |  |
| Exprimés       | Exprimés                         | Exprimés       | 52 906       | 94,34        | 55 810      | 94,84       |  |

#### Quatrième circonscription (Sarlat)
| Candidat       | Candidat                           | Parti          | Premier tour | Premier tour | Second tour | Second tour |  |
| Candidat       | Candidat                           | Parti          | Voix         | %            | Voix        | %           |  |
| -------------- | ---------------------------------- | -------------- | ------------ | ------------ | ----------- | ----------- |  |
|                | Jean-Jacques de Peretti sortant    | RPR            | 19 186       | 33,25        | 27 221      | 43,73       |  |
|                | Germinal Peiro élu                 | PS             | 16 914       | 29,31        | 35 031      | 56,27       |  |
|                | Jacques Auzou                      | PCF            | 11 953       | 20,72        | Retrait     | Retrait     |  |
|                | Gérard de Lesquen du Plessis-Casso | FN             | 4 736        | 8,21         |             |             |  |
|                | Philippe d'Eaubonne                | GÉ             | 1 429        | 2,45         |             |             |  |
|                | Alain Armagnac                     | Les Verts      | 1 416        | 2,45         |             |             |  |
|                | Ludovic Garreau                    | LDI (MPF)      | 1 284        | 2,23         |             |             |  |
|                | Franck Desdemaines-Hugon           | MÉI            | 781          | 1,35         |             |             |  |
|                |                                    |                |              |              |             |             |  |
| Inscrits       | Inscrits                           | Inscrits       | 80 112       | 100,00       | 80 091      | 100,00      |  |
| Abstentions    | Abstentions                        | Abstentions    | 18 924       | 23,62        | 14 419      | 18          |  |
| Votants        | Votants                            | Votants        | 61 188       | 76,38        | 65 672      | 82          |  |
| Blancs et nuls | Blancs et nuls                     | Blancs et nuls | 3 489        | 5,7          | 3 420       | 5,21        |  |
| Exprimés       | Exprimés                           | Exprimés       | 57 699       | 94,3         | 62 252      | 94,79       |  |